# Albert Kangwanda
Albert Kangwanda (Luanshya, 7 de abril de 1999) es un futbolista zambiano que juega en la demarcación de extremo izquierdo para el CSF Spartanii Sportul de la Superliga de Moldavia.

## Selección nacional
Tras jugar en las categorías inferiores de la selección, finalmente hizo su debut con la selección de fútbol de Zambia el 22 de octubre de 2020 en un encuentro amistoso contra Etiopía que finalizó con un resultado de 2-3 a favor del combinado zambiano tras los goles de Aschalew Tamene y Getaneh Kebede para Etiopía, y de Kelvin Kampamba y un doblete del propio Kangwanda para Zambia.

## Clubes
| Club                             | País    | Año       | Partidos | Goles |
| -------------------------------- | ------- | --------- | -------- | ----- |
| Zanaco FC                        | Zambia  | 2020-2021 | 10       | 1     |
| Kafue Celtic FC                  | Zambia  | 2021-2022 | 15       | 11    |
| HNK Gorica                       | Croacia | 2022      | 0        | 0     |
| NK Hrvatski Dragovoljac (cedido) | Croacia | 2022      | 4        | 0     |
| Red Arrows FC                    | Zambia  | 2022-2023 | 15       | 5     |
| Al-Hilal Omdurmán                | Sudán   | 2023-2024 | 4        | 0     |
| Red Arrows FC (cedido)           | Zambia  | 2024      | 5        | 0     |
| CSF Spartanii Sportul (cedido)   | Zambia  | 2024-     | 8        | 0     |